# Pokachi
Huyện Pokachi (tiếng Nga: ? райо́н) là một huyện hành chính tự quản (raion), của Khanty-Mansiy, Nga. Huyện có diện tích 2 km², dân số thời điểm ngày 1 tháng 1 năm 2000 là 14500 người. Trung tâm của huyện đóng ở Pokachi.